# Anzex
Anzex est une commune du Sud-Ouest de la France, située dans le département de Lot-et-Garonne (région Nouvelle-Aquitaine).

## Géographie

### Localisation
Commune située dans le Queyran, entre Casteljaloux et Damazan.

### Communes limitrophes
Anzex est limitrophe de cinq autres communes.
Les communes limitrophes sont  Caubeyres, Fargues-sur-Ourbise, La Réunion, Leyritz-Moncassin et Villefranche-du-Queyran.
|            | Leyritz-Moncassin   |                         |
| La Réunion | Anzex               | Villefranche-du-Queyran |
|            | Fargues-sur-Ourbise | Caubeyres               |

### Géologie et relief

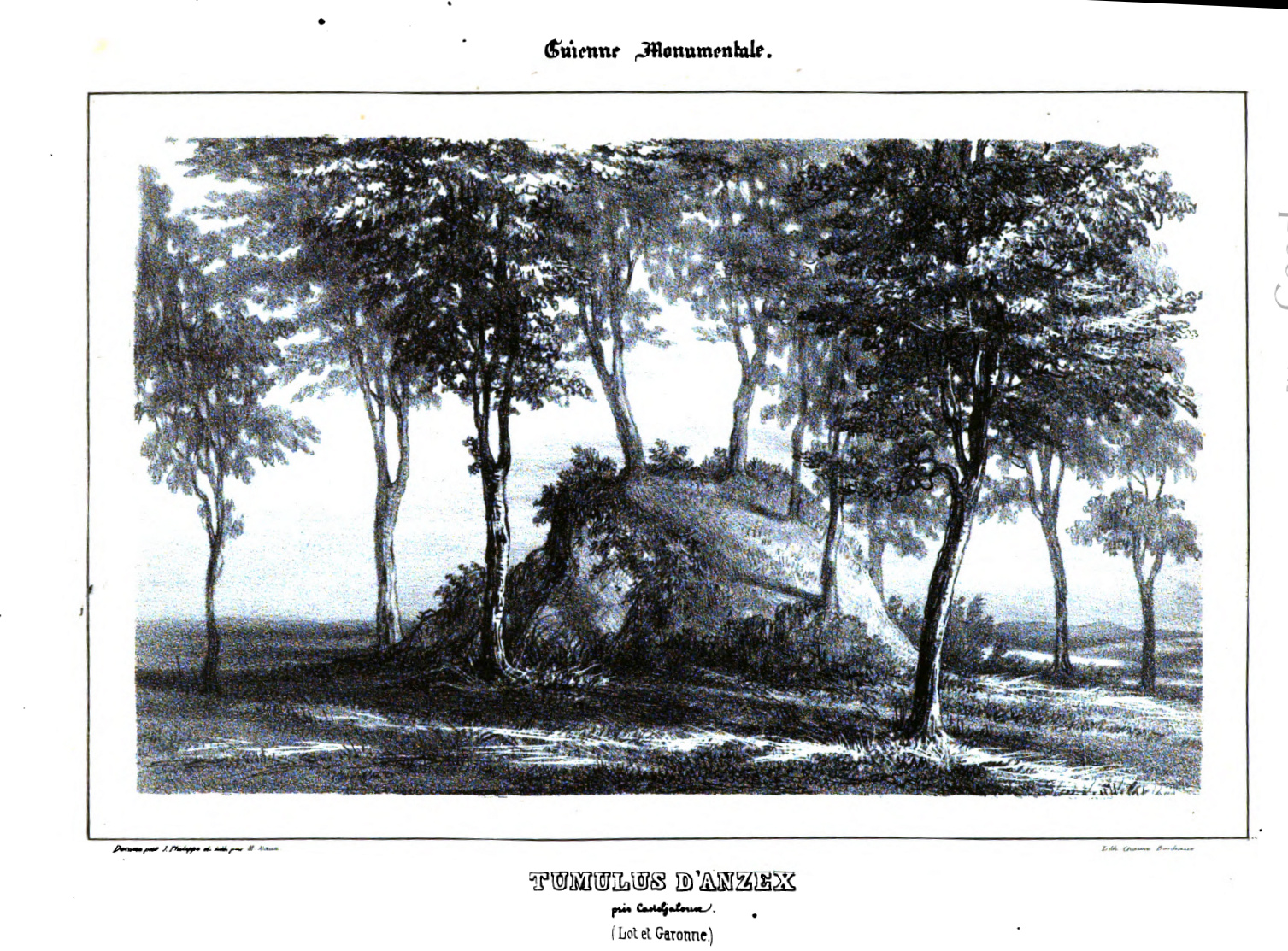
Tumulus d'Anzex (1842)

La superficie de la commune de Anzex est de 2 324 hectares. Son altitude varie de 58  à   172 mètres.
Tumulus au lieu-dit de Perdigon, sur l’extrême limite occidentale de la commune. A été fouillé sans résultat (Samazeuilh, Dictionnaire, p. 53. Ducourneau, Guyenne, t. I, pl. 16, vu du tumulus d’Anzex).

### Hydrographie
La commune est arrosée par l'Ourbise, un affluent de la Garonne mais aussi par le Ruisseau d'Anzex et le Ruisseau de Courbian.

### Climat
Pour des articles plus généraux, voir Climat de la Nouvelle-Aquitaine et Climat de Lot-et-Garonne.
Historiquement, la commune est exposée à un climat océanique aquitain.  
En 2020, Météo-France publie une typologie des climats de la France métropolitaine dans laquelle la commune est dans une zone de transition entre le climat océanique et le climat océanique altéré et est dans la région climatique Aquitaine, Gascogne, caractérisée par une pluviométrie abondante au printemps, modérée en automne, un faible ensoleillement au printemps, un été chaud (19,5 °C), des vents faibles, des brouillards fréquents en automne et en hiver et des orages fréquents en été (15 à 20 jours).
Pour la période 1971-2000, la température annuelle moyenne est de 13,1 °C, avec une amplitude thermique annuelle de 14,9 °C. Le cumul annuel moyen de précipitations est de 830 mm, avec 10,9 jours de précipitations en janvier et 6,6 jours en juillet. Pour la période 1991-2020, la température moyenne annuelle observée sur la station météorologique la plus proche, située sur la commune de Saint-Martin-Curton à 13,46 km à vol d'oiseau, est de 13,7 °C et le cumul annuel moyen de précipitations est de 867,2 mm,. Pour l'avenir, les paramètres climatiques de la commune estimés pour 2050 selon différents scénarios d’émission de gaz à effet de serre sont consultables sur un site dédié publié par Météo-France en novembre 2022.

## Urbanisme

### Typologie
Au 1er janvier 2024, Anzex est catégorisée commune rurale à habitat très dispersé, selon la nouvelle grille communale de densité à sept niveaux définie par l'Insee en 2022.
Elle est située hors unité urbaine. Par ailleurs la commune fait partie de l'aire d'attraction de Casteljaloux, dont elle est une commune de la couronne,. Cette aire, qui regroupe 14 communes, est catégorisée dans les aires de moins de 50 000 habitants,.

### Occupation des sols

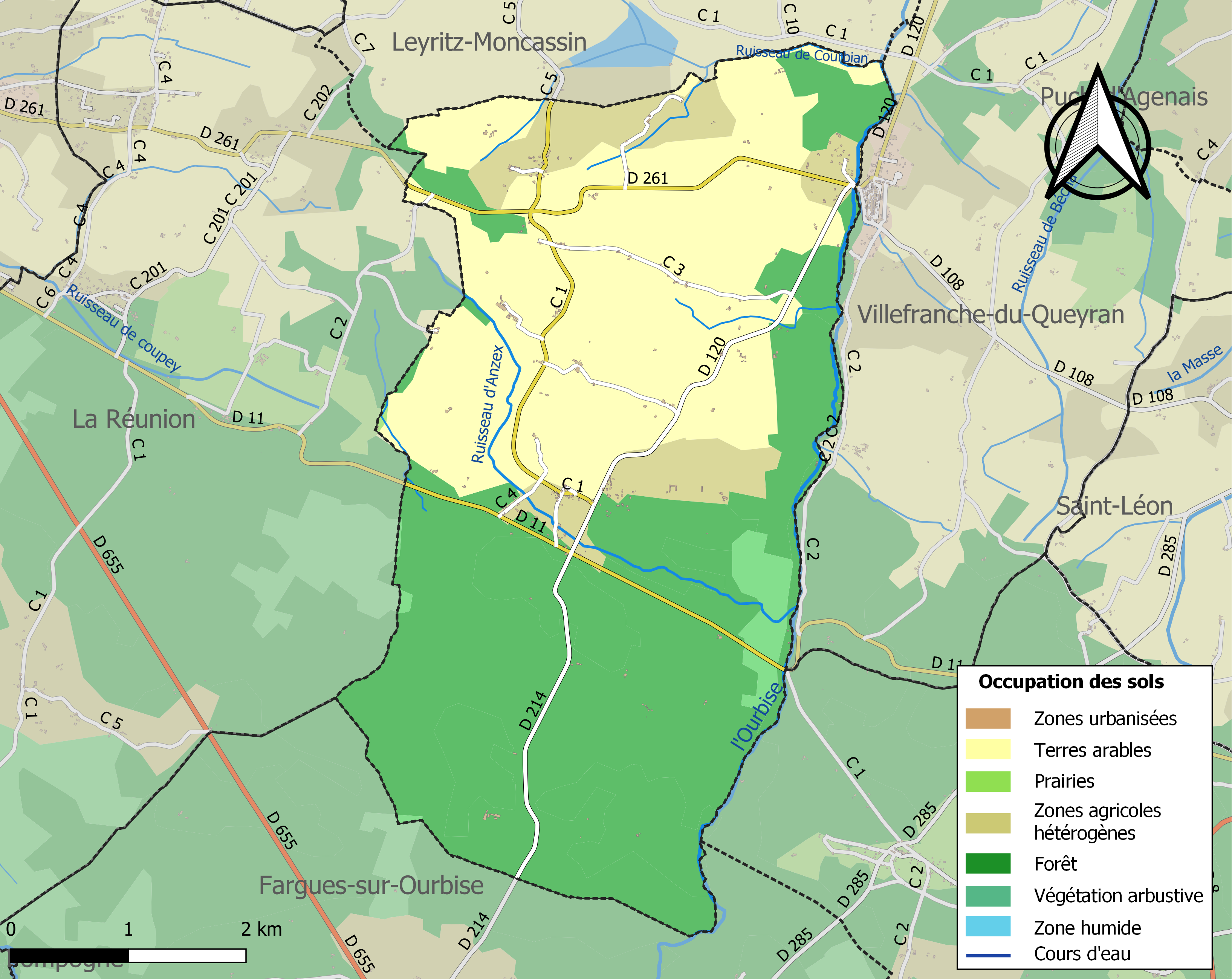
Carte des infrastructures et de l'occupation des sols de la commune en 2018 (CLC).

L'occupation des sols de la commune, telle qu'elle ressort de la base de données européenne d’occupation biophysique des sols Corine Land Cover (CLC), est marquée par l'importance des forêts et milieux semi-naturels (52,6 % en 2018), en augmentation par rapport à 1990 (50,9 %). La répartition détaillée en 2018 est la suivante : 
forêts (50,5 %), terres arables (38,4 %), zones agricoles hétérogènes (9 %), milieux à végétation arbustive et/ou herbacée (2,1 %), prairies (0,1 %). L'évolution de l’occupation des sols de la commune et de ses infrastructures peut être observée sur les différentes représentations cartographiques du territoire : la carte de Cassini (XVIIIe siècle), la carte d'état-major (1820-1866) et les cartes ou photos aériennes de l'IGN pour la période actuelle (1950 à aujourd'hui).

### Hameaux
Les principaux hameaux sont Laubessa à 3 200 mètres de l’église, Labache à 2 700 mètres, Lasson à 1 900 mètres, Corbian à 5 000 mètres, Peyré à 400 mètres, Le Basque à 3 500 mètres, Duclau à 3 800 mètres...

### Voies de communication et transports
Accès avec les routes départementales D 11 et D 120.

### Risques majeurs
Le territoire de la commune d'Anzex est vulnérable à différents aléas naturels : météorologiques (tempête, orage, neige, grand froid, canicule ou sécheresse), inondations, feux de forêts, mouvements de terrains et séisme (sismicité très faible). Il est également exposé à un risque technologique,  le transport de matières dangereuses. Un site publié par le BRGM permet d'évaluer simplement et rapidement les risques d'un bien localisé soit par son adresse soit par le numéro de sa parcelle.

#### Risques naturels
Certaines parties du territoire communal sont susceptibles d’être affectées par le risque d’inondation par une crue à  débordement lent de cours d'eau, notamment l'Ourbise . La commune a été reconnue en état de catastrophe naturelle au titre des dommages causés par les inondations et coulées de boue survenues en 1982, 1990, 1992, 1999 et 2009,.
Anzex est exposée au risque de feu de forêt. Depuis le 20 avril 2016, les départements de la Gironde, des Landes et de Lot-et-Garonne disposent d’un règlement interdépartemental de protection de la forêt contre les incendies. Ce règlement vise à mieux prévenir les incendies de forêt, à faciliter les interventions des services et à limiter les conséquences, que ce soit par le débroussaillement, la limitation de l’apport du feu ou la réglementation des activités en forêt. Il définit en particulier cinq niveaux de vigilance croissants auxquels sont associés différentes mesures,.
Les mouvements de terrains susceptibles de se produire sur la commune sont des affaissements et effondrements liés aux cavités souterraines (hors mines) et des tassements différentiels. Afin de mieux appréhender le risque d’affaissement de terrain, un inventaire national permet de localiser les éventuelles cavités souterraines sur la commune.

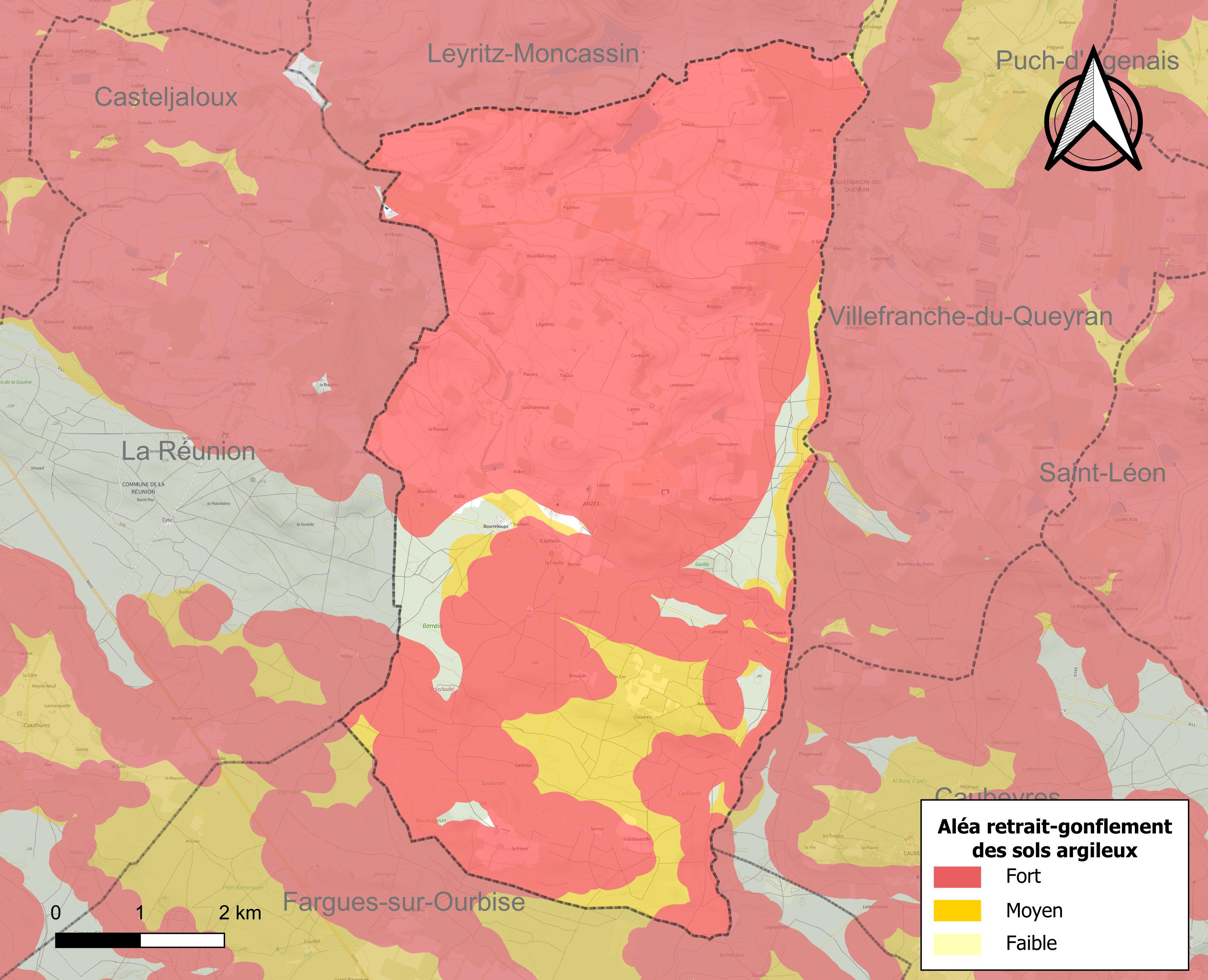
Carte des zones d'aléa retrait-gonflement des sols argileux d'Anzex.

Le retrait-gonflement des sols argileux est susceptible d'engendrer des dommages importants aux bâtiments en cas d’alternance de périodes de sécheresse et de pluie. 94,2 % de la superficie communale est en aléa moyen ou fort (91,8 % au niveau départemental et 48,5 % au niveau national). Depuis le 1er octobre 2020, en application de la loi ELAN, différentes contraintes s'imposent aux vendeurs, maîtres d'ouvrages ou constructeurs de biens situés dans une zone classée en aléa moyen ou fort,.
Concernant les mouvements de terrains, la commune a été reconnue en état de catastrophe naturelle au titre des dommages causés par la sécheresse en 1989, 2003 et 2005 et par des mouvements de terrain en 1999.

## Politique et administration

### Administration municipale
Le nombre d'habitants au recensement de 2011 étant compris entre 100 et 499, le nombre de membres du conseil municipal pour l'élection de 2014 est de onze,.

### Rattachements administratifs et électoraux
Commune faisant partie de l'arrondissement de Nérac de la communauté de communes des Coteaux et Landes de Gascogne et du canton des Forêts de Gascogne (avant le redécoupage départemental de 2014, Anzex faisait partie de l'ex-canton de Casteljaloux).

### Liste des maires
| Période                                  | Période   | Identité       | Étiquette | Qualité |
| ---------------------------------------- | --------- | -------------- | --------- | ------- |
| juin 1995                                | mars 2008 | Claude Binet   |           |         |
| mars 2008                                | En cours  | Josiane Chopis |           |         |
| Les données manquantes sont à compléter. |           |                |           |         |

## Population et société

### Démographie
L'évolution du nombre d'habitants est connue à travers les recensements de la population effectués dans la commune depuis 1800. Pour les communes de moins de 10 000 habitants, une enquête de recensement portant sur toute la population est réalisée tous les cinq ans, les populations de référence des années intermédiaires étant quant à elles estimées par interpolation ou extrapolation. Pour la commune, le premier recensement exhaustif entrant dans le cadre du nouveau dispositif a été réalisé en 2007.

En 2022, la commune comptait 325 habitants, en évolution de +4,17 % par rapport à 2016 (Lot-et-Garonne : −0,18 %, France hors Mayotte : +2,11 %).
| 1800 | 1806 | 1821 | 1831 | 1836 | 1841 | 1846 | 1851 | 1856 |
| ---- | ---- | ---- | ---- | ---- | ---- | ---- | ---- | ---- |
| 535  | 665  | 646  | 658  | 555  | 567  | 574  | 615  | 618  |

| 1861 | 1866 | 1872 | 1876 | 1881 | 1886 | 1891 | 1896 | 1901 |
| ---- | ---- | ---- | ---- | ---- | ---- | ---- | ---- | ---- |
| 595  | 570  | 541  | 589  | 515  | 530  | 545  | 510  | 458  |

| 1906 | 1911 | 1921 | 1926 | 1931 | 1936 | 1946 | 1954 | 1962 |
| ---- | ---- | ---- | ---- | ---- | ---- | ---- | ---- | ---- |
| 420  | 413  | 355  | 353  | 304  | 328  | 318  | 349  | 307  |

| 1968 | 1975 | 1982 | 1990 | 1999 | 2006 | 2007 | 2012 | 2017 |
| ---- | ---- | ---- | ---- | ---- | ---- | ---- | ---- | ---- |
| 247  | 193  | 216  | 266  | 255  | 259  | 259  | 296  | 313  |

| 2022 | - | - | - | - | - | - | - | - |
| ---- | - | - | - | - | - | - | - | - |
| 325  | - | - | - | - | - | - | - | - |

| selon la population municipale des années : | 1968 | 1975 | 1982 | 1990 | 1999 | 2006 | 2009 | 2013 |
| Rang de la commune dans le département      | 229  | 256  | 193  | 199  | 219  | 217  | 212  | 200  |
| Nombre de communes du département           | 326  | 311  | 313  | 317  | 317  | 319  | 319  | 319  |

### Enseignement
Anzex fait partie de l'académie de Bordeaux.

### Culture
La fête locale se célèbre le dimanche qui suit le 24 juillet.

## Culture locale et patrimoine

### Lieux et monuments
- La mairie
- Le lavoir
- La cabine téléphonique anglaise
- La tombe du soldat anglais

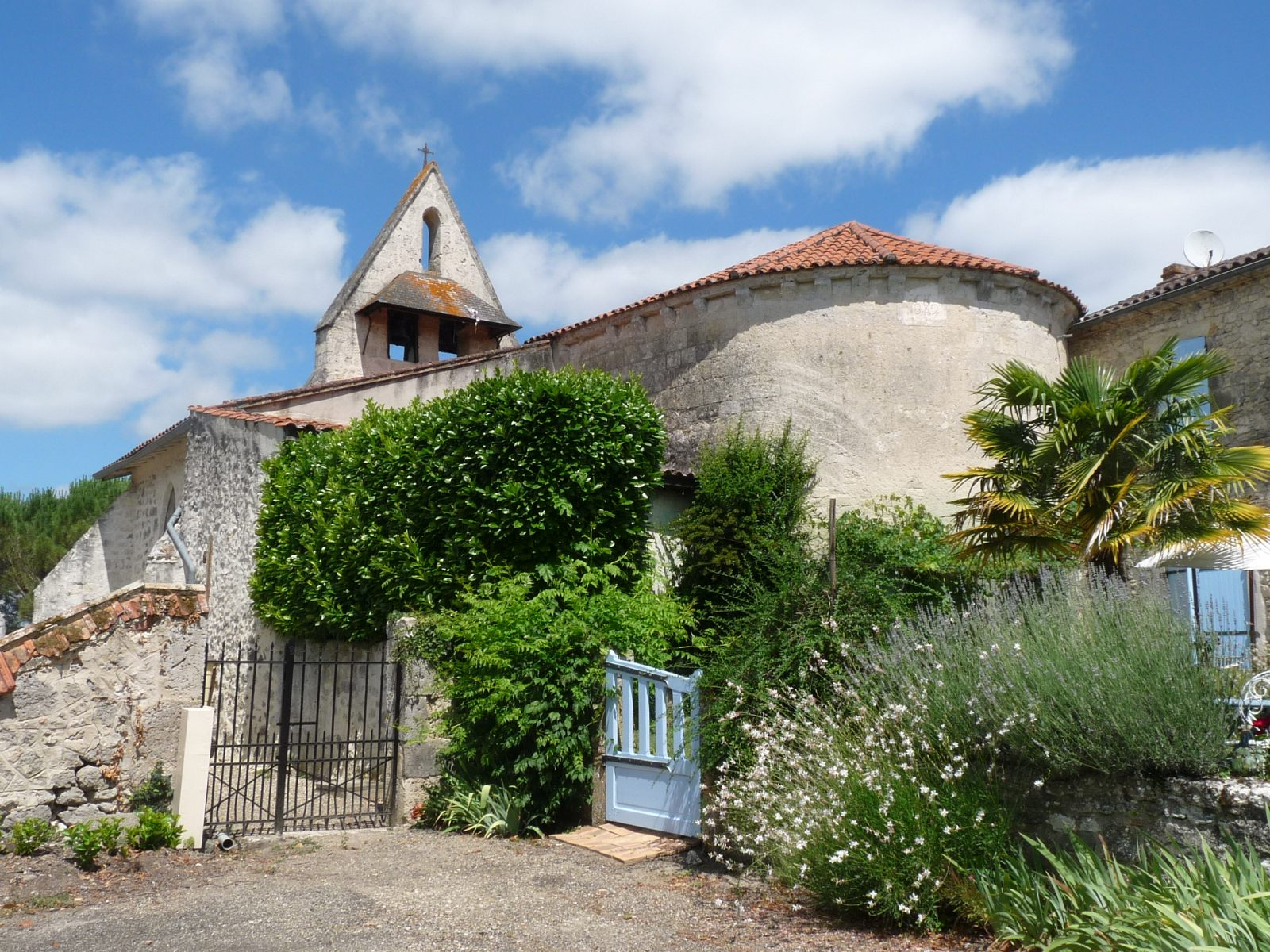
L'église d'Anzex

- L'église Sainte-Radegonde et Sainte-Christine : édifice du XIe siècle. M. Tholin (dans Supplément aux Études, p. 17), lui a consacré la notice suivante : « Le chœur, voûté en berceau plein cintre, est délimité du côté de l’abside par des demi-colonnes portant un doubleau. Leurs chapiteaux sont simplement épannelés. Deux chapelles, ajoutées à la nef, en face l’une de l’autre, forment une sorte de transept. C’est une addition du XIVe siècle, à en juger pour le style de leurs croisées d’ogives. » Ces deux chapelles sont respectivement dédiées à la Sainte-Vierge et à Saint-Joseph. Il y a une cloche de 6 quintaux.